# Abadía de Dryburgh

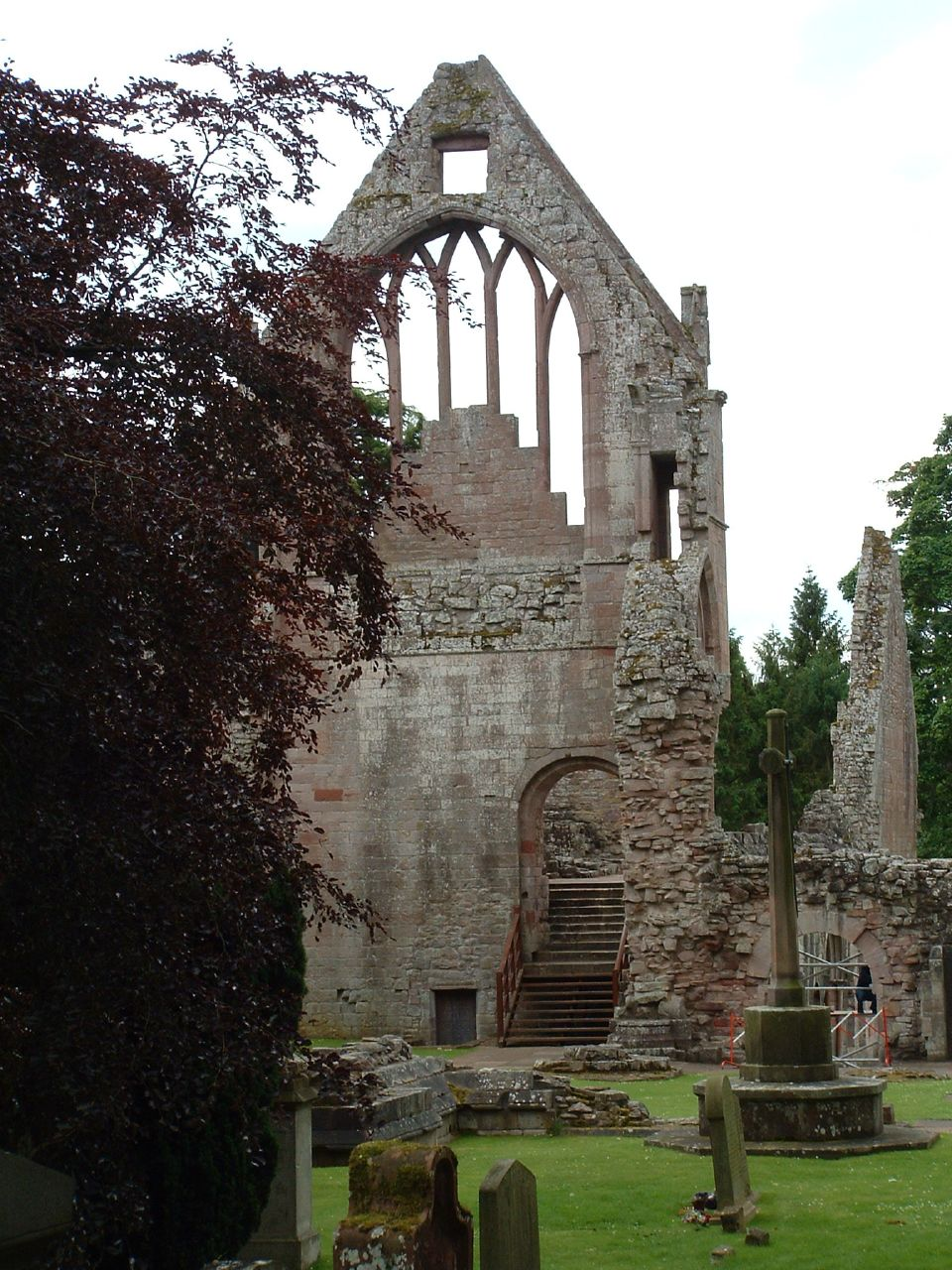
La abadía de Dryburgh.

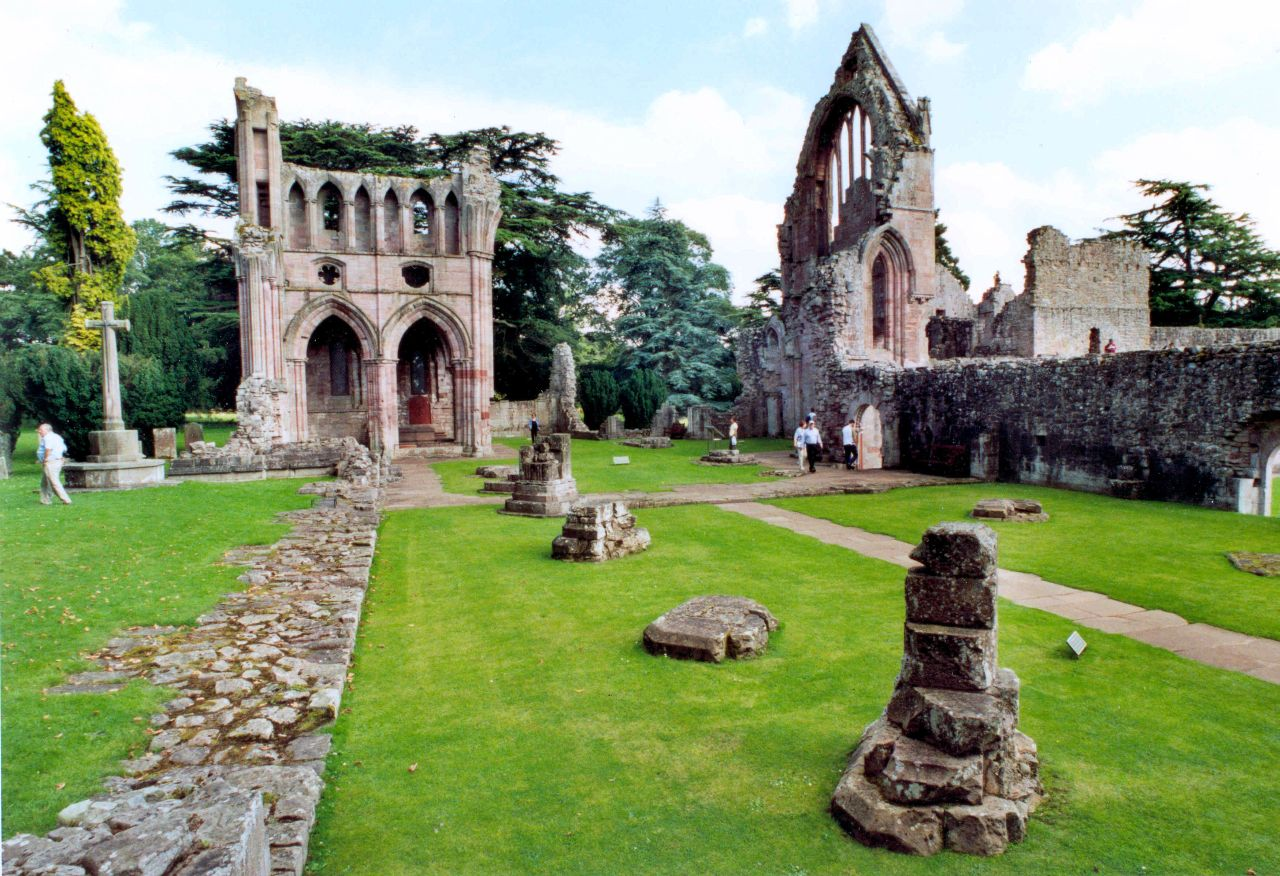
Otra vista de la abadía.

La abadía de Dryburgh (en inglés, Dryburgh Abbey), situada a orillas del río Tweed, en Escocia, a unos 5 km de Melrose y muy cerca en consecuencia de la abadía de Melrose. El origen del topónimo procede de las lenguas celtas, y hace referencia a de darach (banco de roble), en alusión a los ritos de los druidas.
La abadía está construida en estilo normando, siendo uno de los mejores ejemplos de dicho estilo en tierras de Escocia.

## Historia
La abadía de Dryburgh fue fundada en el año 1152 por monjes premonstratenses, en unas tierras que posiblemente fueron santificadas ya por san Modan hacia el año 600. Los monjes que la fundaron procedían de Alnwick, y se trataba de unas tierras pertenecientes a Hugh de Morville, titular de los señoríos de Cunningham y de Lauderdale y condestable de Escocia, quien había cedido dichas tierras el 10 de noviembre de 1150.
Fue incendiada por las tropas inglesas en 1322, tras su restauración bajo el patronazgo de Roberto I de Escocia. Fue incendiada de nuevo en 1385, pero alcanzó su pleno desarrollo durante el siglo XV. Finalmente, quedó destruida en el año 1544, sobreviviendo así brevemente a la Reforma protestante presbiteriana, hasta su donación al conde de Mar por Jacobo VI de Escocia.
Henry David Erskine, duodécimo conde de Buchan, vendió los terrenos de la abadía en 1786. Sir Walter Scott, su yerno John Gibson Lockhart y Douglas Haig, primer conde de Haig, fueron enterrados en la abadía o, mejor, en sus ruinas.